# بينايمانتل
بلدية بني منتيال أو (نقحرة: بينايمانتل) (بالإسبانية: Benimantell)‏, هي بلدية تقع في مقاطعة لقنت. جنوب شرق إسبانيا. يبلغ عدد سكانها 468 نسمة.